# Cyclosorus burundensis
Cyclosorus burundensis är en kärrbräkenväxtart som först beskrevs av Pichi-serm., och fick sitt nu gällande namn av Mazumdar och Mukhop. Cyclosorus burundensis ingår i släktet Cyclosorus och familjen Thelypteridaceae. Inga underarter finns listade.